# 新田村田町
新田村田町（にったむらたちょう）は、群馬県太田市にある地名（町丁）。郵便番号は370-0312。

## 概要
旧新田町の生品地区にある。2005年に太田市に合併した。

## 地理
南北に伸びた形になっている。

### 新田村田町内の区
新田村田町（生品地区）の行政区の一覧。
| 地区     | 行政区 | 読み         | 区域             |
| -------- | ------ | ------------ | ---------------- |
| 生品地区 | 下村田 | しもむらた   | 新田村田町の一部 |
| 生品地区 | 村田   | むらた       | 新田村田町の一部 |
| 生品地区 | 上村田 | かみむらた   | 新田村田町の一部 |
| 生品地区 | 村田東 | むらたひがし | 新田村田町の一部 |

### 近隣町丁
- 新田市野井町
- 新田朝倉町
- 新田小金井町
- 新田反町町
- 沖野町

## 世帯数と人口
2022年（令和4年）3月31日現在の世帯数と人口は以下の通りである。
| 町丁       | 世帯数  | 人口   |
| ---------- | ------- | ------ |
| 新田村田町 | 944世帯 | 2474人 |

## 小・中学校の学区
市立小・中学校に通う場合、学区は以下の通りとなる。
| 番地                                 | 小学校             | 中学校             |
| ------------------------------------ | ------------------ | ------------------ |
| 下村田、村田、上村田、村田東（全域） | 太田市立生品小学校 | 太田市立生品中学校 |

## 交通

### 鉄道
町内に鉄道は通っていない。

### 道路
- 群馬県道2号前橋館林線

## 施設
- 太田市立生品小学校
- 生品行政センター